# トーマス・クック航空
トーマス・クック航空 (Thomas Cook Airlines) は、イギリスのトーマス・クック・グループ系列の航空会社。2019年に倒産した。

## 概要
本社所在地はマンチェスター。マンチェスター空港とロンドン・ガトウィック空港を主要拠点とし、バーミンガム空港、ブリストル空港、カーディフ空港、ニューカッスル空港、イースト・ミッドランズ空港、グラスゴー国際空港、ベルファスト国際空港、ロンドン・スタンステッド空港を合わせ、イギリス国内の10の空港を拠点としている。
2013年の乗客数は600万人を超え、これはイギリス国内で6番目の規模である。

## 経営破綻
親会社のトーマス・クック・グループが2019年9月23日に破産申請を行ったことにより、トーマス・クック航空は同日をもって全ての運航を停止した。これによって、多くの旅行客に影響が出た。

## 就航都市

### アフリカ
- エジプト
  - フルガダ - フルガダ国際空港
  - ルクソール - ルクソール国際空港 [季節運航]
  - マルサ・アラム - マルサ・アラム国際空港
  - シャルム・エル・シェイク - シャルム・エル・シェイク空港
- ガンビア
  - バンジュール - バンジュール国際空港 [季節運航]
- チュニジア
  - アンフィダ - エンフィダ・ハンマメット国際空港
  - ジェルバ島 - ジェルバ＝ザルジス国際空港

### カリブ海
- アンティグア
  - VCバード国際空港 [季節運航]
- バルバドス
  - グラントレー・アダムス国際空港 [季節運航]
- キューバ
  - カヨ・ココ - ハルディネス・デル・レイ空港
  - オルギン - フランク・パイス空港
  - サンタ・クララ - アベル・サンタ・マリア空港 [季節運航]
  - バラデロ - フアン・グアルベルト・ゴメス空港
- ドミニカ共和国
  - プエルト・プラタ - グレゴリオ・ルペロン国際空港
  - プンタ・カナ - プンタ・カナ国際空港
- ジャマイカ
  - モンテゴベイ - サングスター国際空港
- セントルシア
  - ヴュー・フォート – ヘウノラ国際空港 [季節運航]

### 北アメリカ
- メキシコ
  - アカプルコ - アカプルコ空港 [季節運航]
  - カンクン - カンクン国際空港
- アメリカ合衆国
  - ラスベガス - マッカラン国際空港 [季節運航]
  - ニューヨーク - ジョン・F・ケネディ国際空港 (2015年5月5日就航)
  - オーランド - オーランド国際空港 [季節運航]
  - マイアミ - マイアミ国際空港 (2015年5月3日就航)

### アジア
- インド
  - ゴア - ゴア国際空港 [季節運航]
- イスラエル
  - エイラート - オブダ国際空港
- トルコ
  - アンタルヤ - アンタルヤ空港
  - ボドルム - ミラース＝ボドルム空港 [季節運航]
  - ダラマン - ダラマン空港
  - イズミル - アドナン・メンデレス空港 [季節運航]

### ヨーロッパ
- オーストリア - 季節運航
  - インスブルック - インスブルック空港
  - ザルツブルク - ザルツブルク空港
- ブルガリア - 季節運航
  - ブルガス - ブルガス空港
  - ソフィア - ソフィア空港
- キプロス
  - パフォス - パフォス国際空港
  - ラルナカ - ラルナカ国際空港
- フランス - 季節運航
  - グルノーブル - グルノーブル空港
  - トゥールーズ - トゥールーズ・ブラニャック空港
- ギリシャ - 季節運航
  - コルフ島 - コルフ国際空港
  - イラクリオ - イラクリオ国際空港
  - カラマタ - カラマタ国際空港
  - カヴァラ - カヴァラ国際空港 (ストップオーバーのみ)
  - ケファロニア島 - ケファロニア島国際空港
  - コス島 - コス島国際空港
  - レムノス - レムノス国際空港
  - プレヴェザ - アクティオン国立空港
  - ロドス島 - ロドス国際空港
  - サモス島 - サモス国際空港
  - サントリーニ島 - サントリーニ国際空港
  - スキアトス - スキアトス島国立空港
  - テッサロニキ - テッサロニキ国際空港
  - ザキントス - ザキントス国際空港
- アイルランド共和国 - 季節運航
  - コーク - コーク空港 [季節運航]
  - シャノン - シャノン空港 [季節運航]
- イタリア - 季節運航
  - ナポリ - ナポリ空港
  - トリノ - トリノ空港
  - ヴェローナ-ヴェローナ空港
- マルタ
  - ルア - マルタ国際空港
- ノルウェー
  - ファーゲルネス - ファーゲルネス空港 [季節運航]
- ポルトガル
  - ファロ - ファロ国際空港 [季節運航]
  - フンシャル - マデイラ空港
- スペイン
  - アリカンテ - アリカンテ＝エルチェ空港
  - アルメリア - アルメリア空港 [季節運航]
  - フエルテベントゥーラ島 - フエルテベントゥーラ空港
  - イビサ - イビサ空港 [季節運航]
  - リェイダ - リェイダ＝アルグアイレ空港 [季節運航]
  - ランサローテ島 - ランサローテ空港
  - ラス・パルマス・デ・グラン・カナリア - グラン・カナリア空港
  - マラガ - マラガ＝コスタ・デル・ソル空港 [季節運航]
  - マオー - メノルカ空港 [季節運航]
  - パルマ・デ・マヨルカ - パルマ・デ・マヨルカ空港
  - レウス - レウス空港 [季節運航]
  - テネリフェ - テネリフェ・スール空港
- スイス
  - ジュネーヴ - ジュネーヴ国際空港 [季節運航]
- イギリス
  - イングランド
    - バーミンガム - バーミンガム国際空港 拠点
    - ブリストル - ブリストル空港 拠点
    - ドンカスター/シェフィールド - ロビンフッド空港ドンカスター・シェフィールド [季節運航]
    - イースト・ミッドランズ - イースト・ミッドランズ空港 拠点
    - エクセター - エクセター国際空港 [季節運航]
    - ロンドン
      - ロンドン・ガトウィック空港 拠点
      - ロンドン・スタンステッド空港 拠点

    - マンチェスター - マンチェスター空港 ハブ
    - ニューカッスル - ニューカッスル空港 拠点
    - ノリッジ - ノリッジ国際空港 [季節運航]
    - キングストン・アポン・ハル - ハンバーサイド空港 [季節運航]

  - 北アイルランド
    - ベルファスト - ベルファスト国際空港 拠点

  - スコットランド
    - アバディーン - アバディーン空港 [季節運航]
    - エディンバラ - エディンバラ空港 [季節運航]
    - グラスゴー - グラスゴー国際空港 拠点

  - ウェールズ
    - カーディフ - カーディフ空港 拠点

## 保有機材
| 機材              | 運航機数  |
| ----------------- | --------- |
| エアバスA320-200  | 2         |
| エアバスA321-200  | 31        |
| エアバスA330-200  | 8         |
| ボーイング757-200 | 0（退役） |
| ボーイング757-300 | 0（退役） |

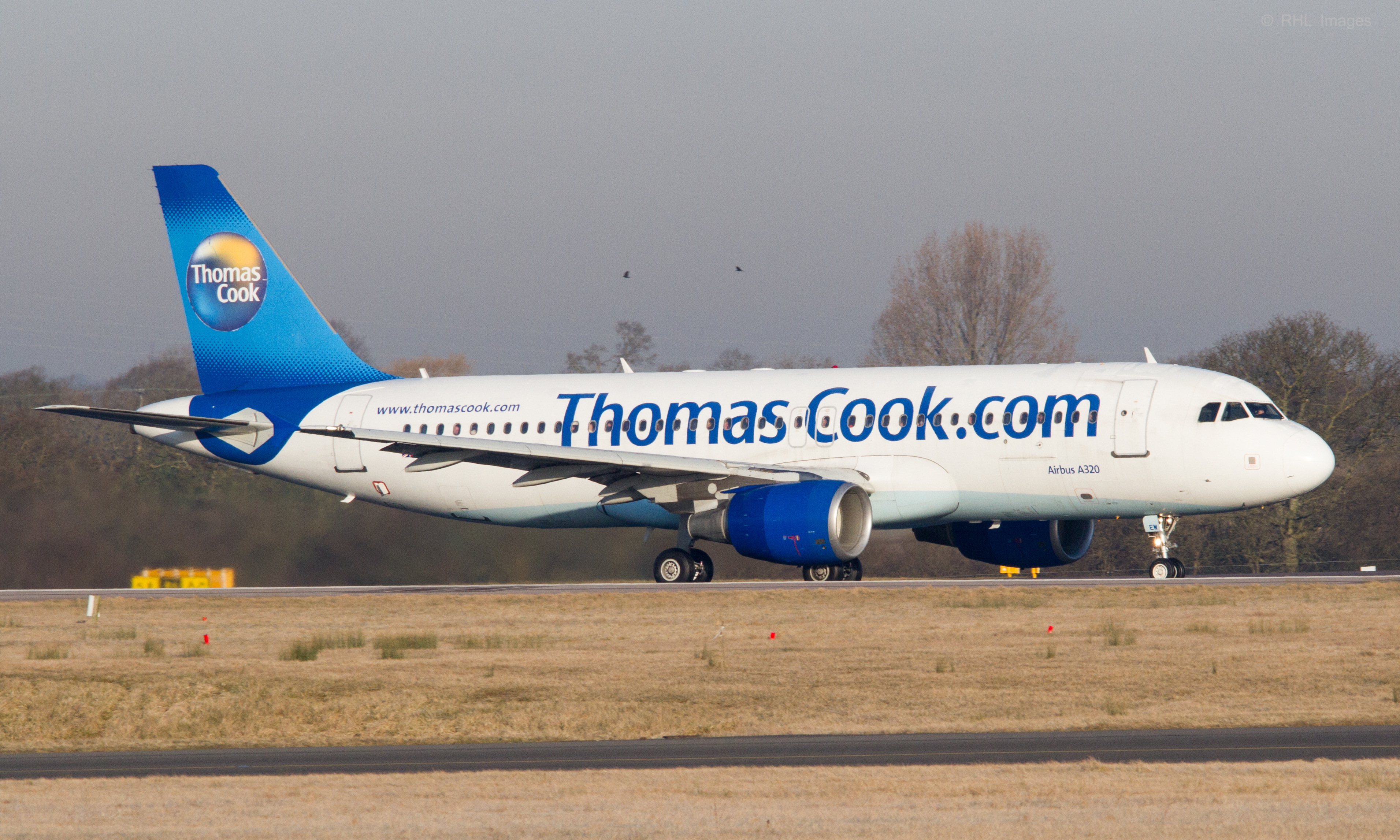
エアバスA320-200
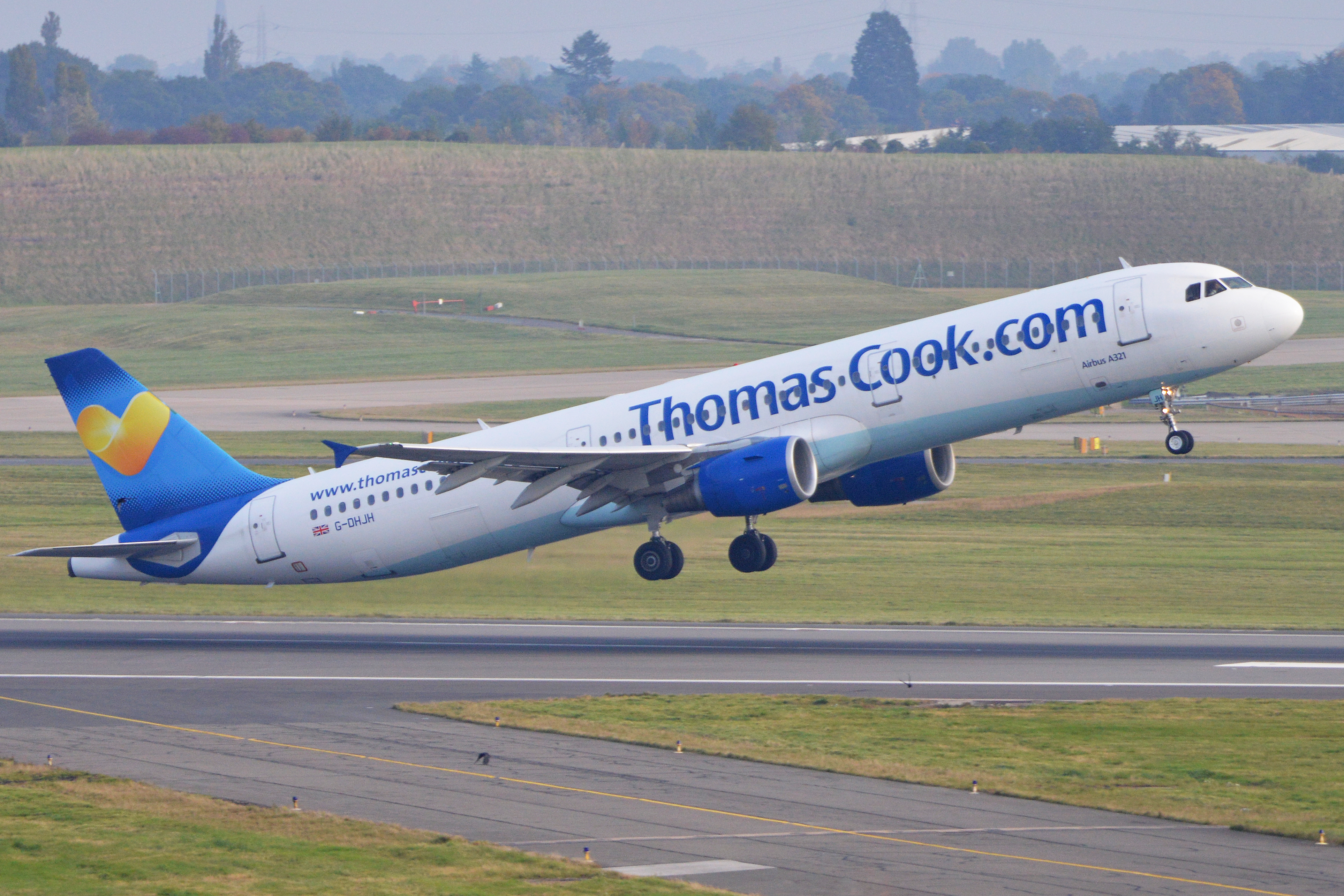
エアバスA321-200
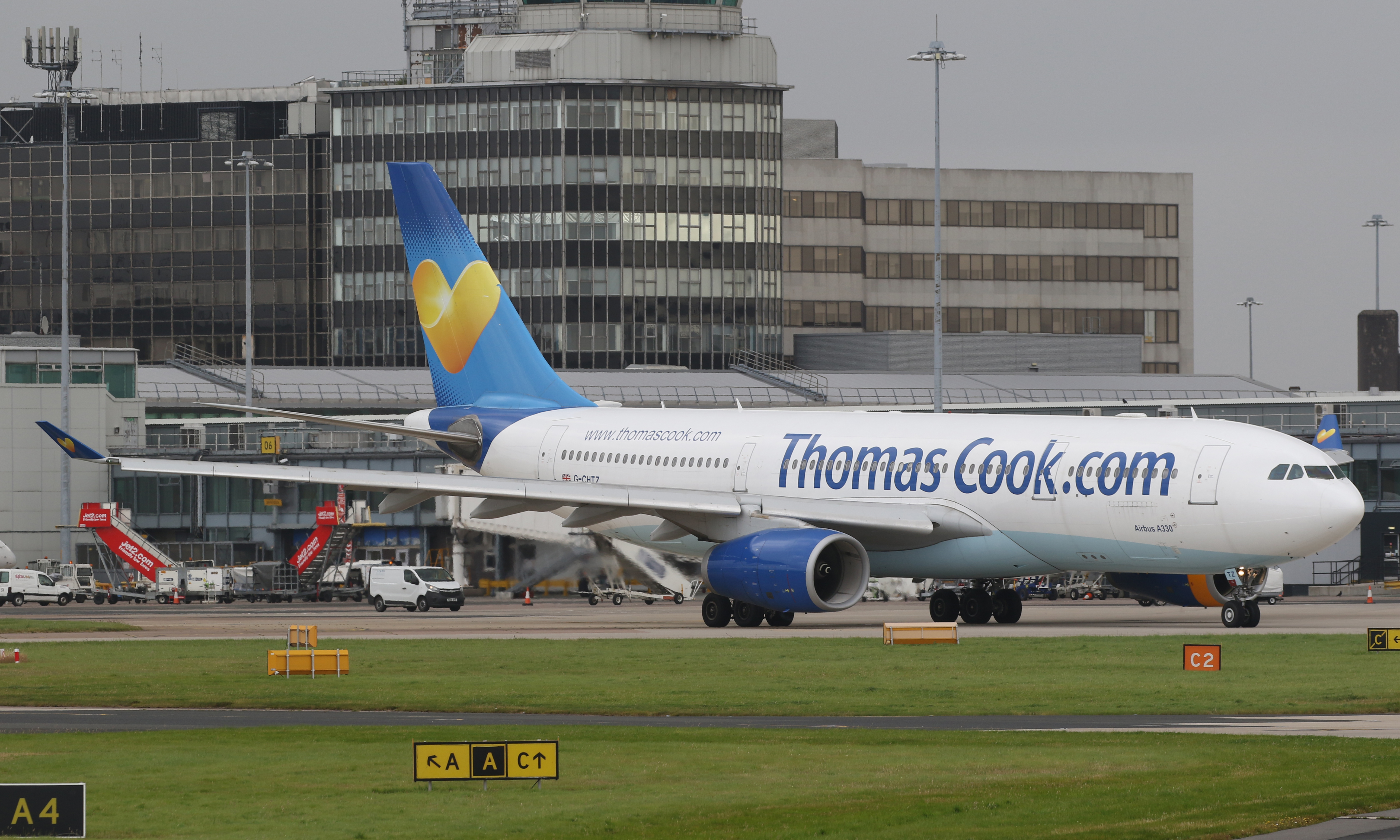
エアバスA330-200
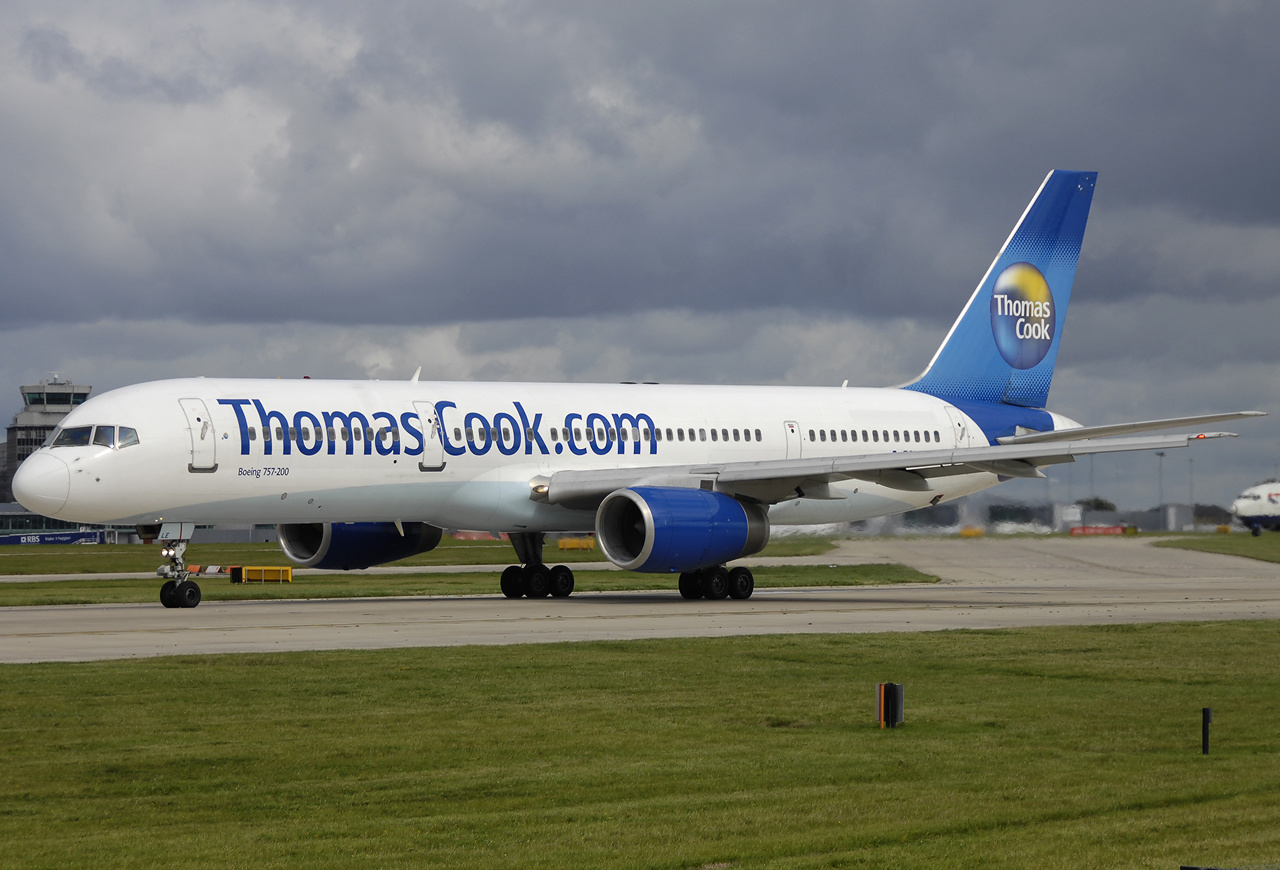
ボーイング757-200
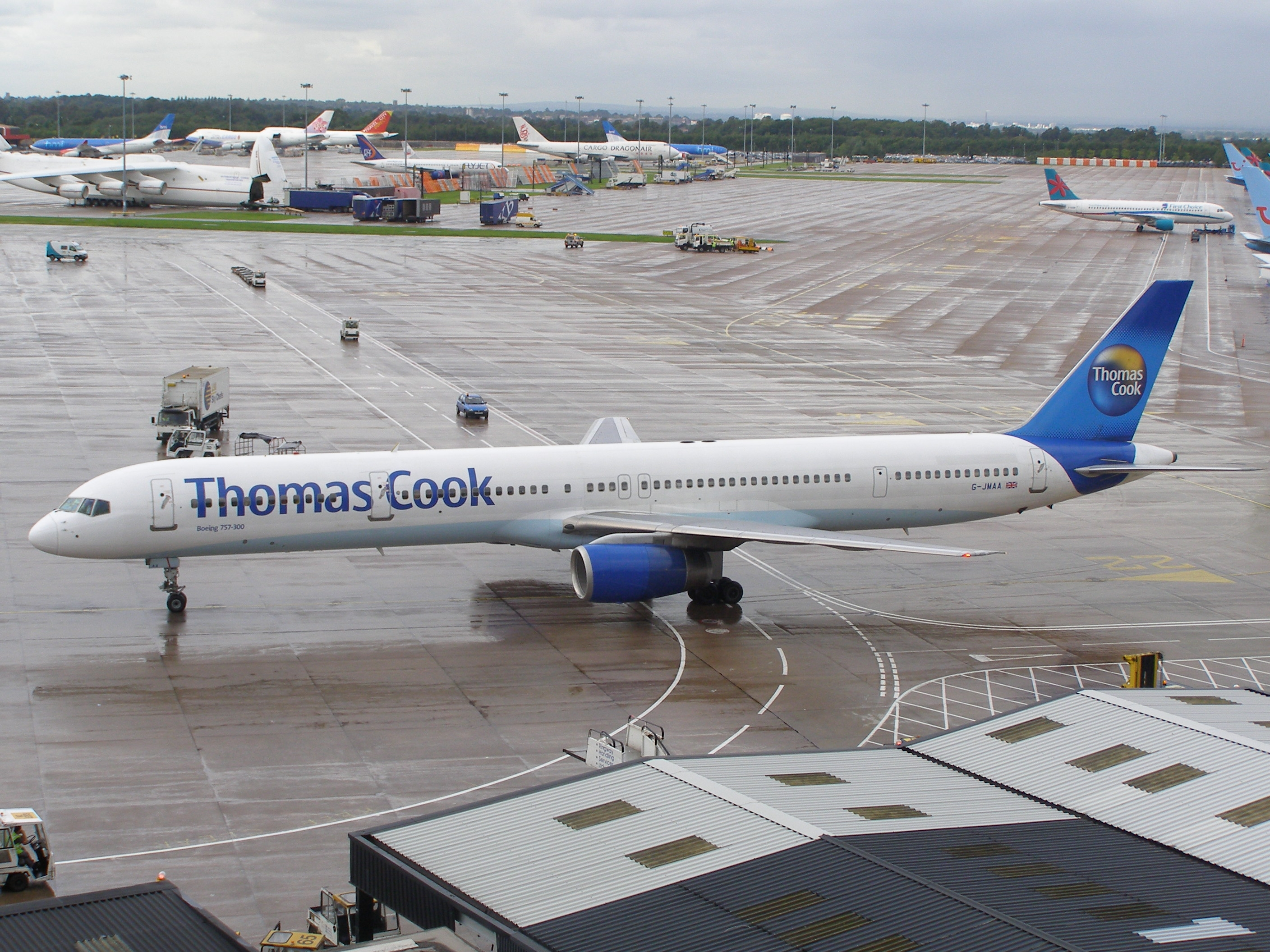
ボーイング757-300